# Voie de la Géorgie

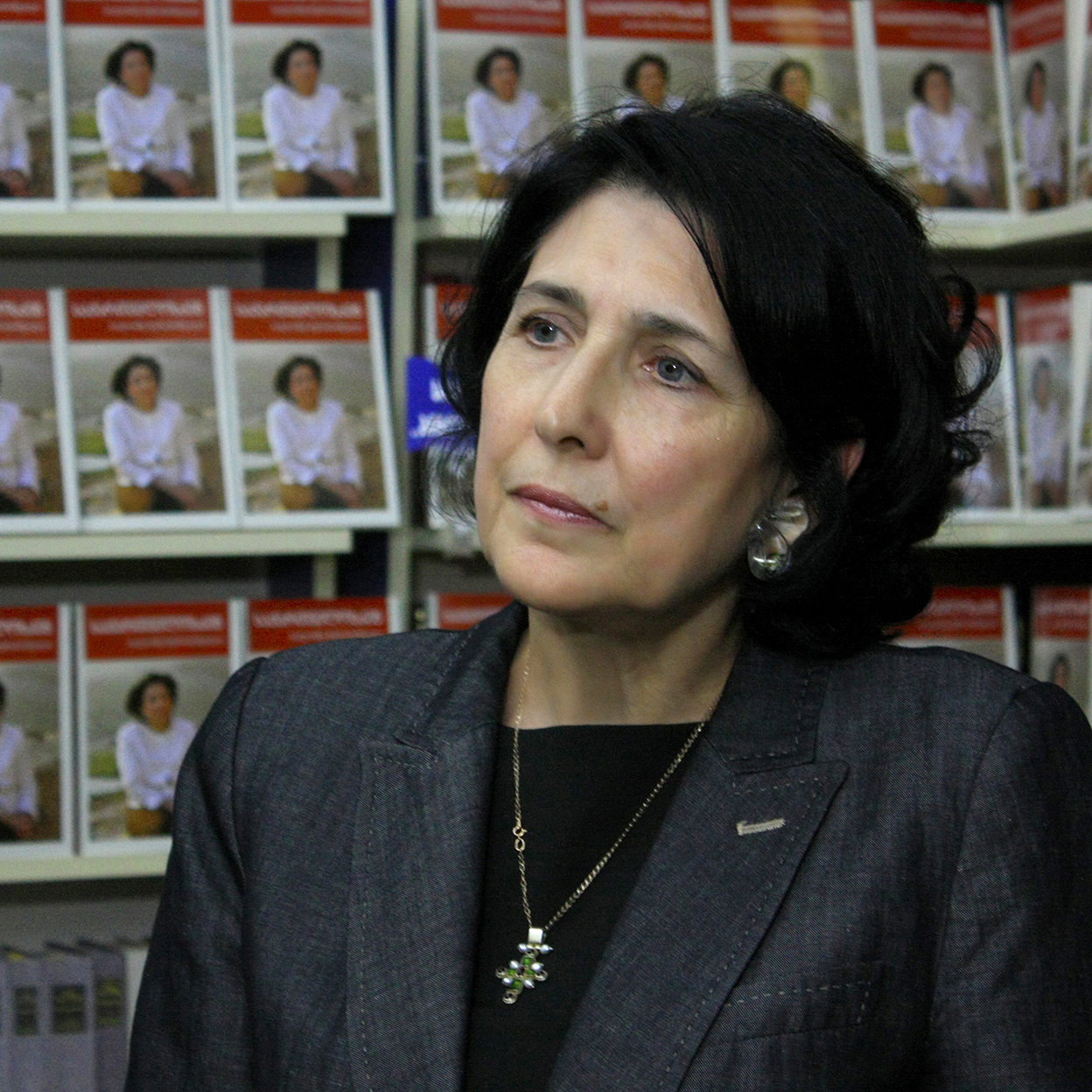
Salomé Zourabichvili, fondatrice du parti.

La Voie de la Géorgie (géorgien : საქართველოს გზა) est un parti politique géorgien fondé en 2006 et dissous en 2019.

## Histoire
La Voie de la Géorgie tient sa première assemblée générale le 12 mars 2006 présidée par l'ancienne ministre des Affaires étrangères Salomé Zourabichvili : le programme est pro-occidental, avec demande d'adhésion à l'OTAN et à l'Union européenne, et se réclame du libéralisme. Le parti s'installe dans une opposition résolue à la politique menée par Mikheil Saakachvili tant avant la guerre russo-géorgienne, qu'après : il participe à toutes les manifestations demandant sa démission. En novembre 2010, sa présidence du parti revient à Kakha Seturize.
Il est dissous le 20 juin 2019 dans une nouveau parti dénommé Pour une Justice.

## Résultats électoraux
Lors des élections locales du 5 octobre 2006, la Voie de la Géorgie recueille 2,9 % des suffrages à Tbilissi. 
Lors de l'élection présidentielle du 5 janvier 2008, elle se joint à 8 autres partis d'opposition pour soutenir le même candidat, Levan Gatchetchiladze qui recueille 25,63 % des suffrages : Salomé Zourabichvili avait été présentée comme pouvant accéder au poste de premier ministre.  
Lors des élections locales du 15 juin 2014, elle recueille 2 % des suffrages à Tbilissi.